# مقبس 1
مقبس 1 (بالإنجليزية: Socket 1) وهو ثاني معيار للمقابس تم تصميمه من قبل شركة إنتل لمعالجتها الصغرية بنظام إكس 86 وكانت تطويرا لمقبسها السابق شبكة إبر مصفوفة وكانت أول تصميم رسمي لدى الشركة. وتم تصميمها كترقية لمقبسها السابق لمعالجات إنتل 486, وهي أضافة إبرة إضافية على المقبس القديم لكي تمنع المعالجات الجديدة أن تُركب في المقبس القديم.